# Métaphone
Ne doit pas être confondu avec Metaphone.
Le Métaphone est une salle de spectacle inaugurée le 28 juin 2013 sur le site de la fosse no 9 - 9 bis des mines de Dourges à Oignies, dans le Pas-de-Calais, en France. Avec le Louvre-Lens, elle fait partie des projets phares de la reconversion du bassin minier du Nord-Pas-de-Calais.
Conçue et imaginée par l'agence Hérault Arnod Architectes accompagnée de Louis Dandrel, musicien et designer sonore de l'IRCAM pour les façades musicales et de Ducks scéno pour la scénographie de la salle. Le bâtiment qui compte 500 places assises a pour particularité d'être en lui-même un instrument de musique géant, les murs étant capables de produire des sons.  

## Site

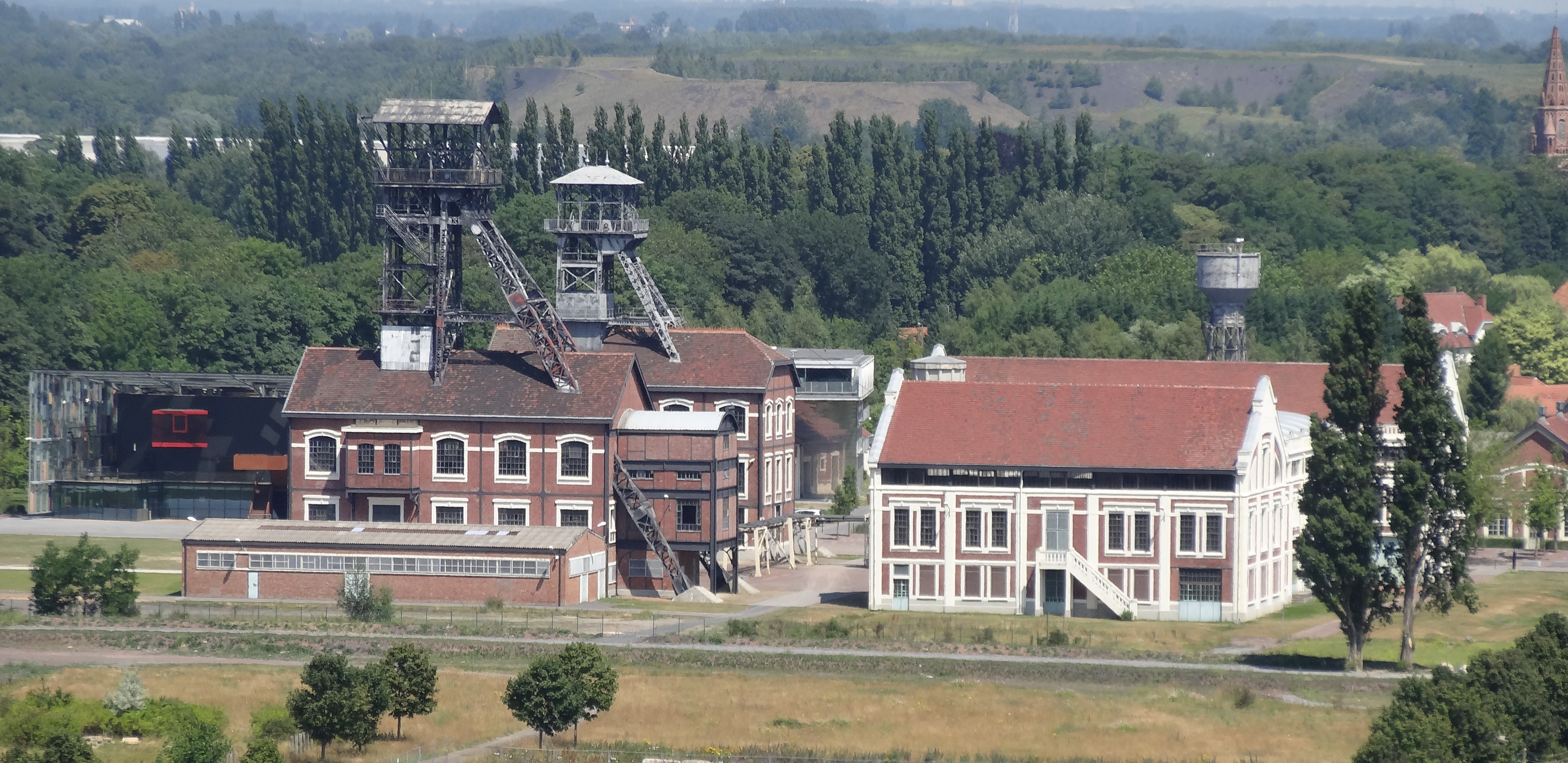
La fosse no 9 - 9 bis en juillet 2013 avec, à gauche, le Métaphone.

Le Métaphone a été construit sur le carreau de la fosse no 9 - 9 bis des mines de Dourges. Les travaux sont commencés en 1930, faisant de cette fosse une des dernières mises en service dans le bassin minier du Nord-Pas-de-Calais avant sa nationalisation, et cesse de produire le 21 décembre 1990, elle est alors la dernière fosse à fermer ses portes dans la région, ce qui lui a valu une médiatisation particulière.
Les installations de surface sont conservées, et l'arrêté du 6 mai 1992 inscrit aux monuments historiques l'ensemble de bâtiments situé à droite de l'entrée du carreau, constituant la partie nord du site ; l'arrêté du 10 février 1994 classe aux monuments historiques l'ensemble des bâtiments et machines liés directement à l'extraction du charbon, c'est-à-dire la partie sud du carreau de fosse. Enfin, le 30 juin 2012, la fosse no 9 - 9 bis est inscrite sur la liste du patrimoine mondial de l'Unesco, il en est de même pour son environnement immédiat : le terril no 110, la cité-jardin Declercq, un dispensaire de la Société de secours minière, et la cité moderne des Bonniers.
La fosse est le siège de la Mission Bassin minier, qui a œuvré  à la reconversion de celui-ci.

## Concepts et conception

La face avant du Métaphone.

Le Métaphone est décrit comme étant « une salle du concert hors du commun », dotée « d'un concept unique au monde », « le parti paris d'une architecture complètement musicale », ou encore, un « instrument de musique géant ». Les murs de la salle de concerts sont capables de produire des sons. Vingt-quatre plaques de bois, disposées sur sa façade Est, avec des écailles de verre et d'acier, peuvent entrer en vibration par l'intermédiaire d'un système de haut-parleurs spéciaux mettant à profit les propriétés de conduction des ondes sonores dans des matériaux pleins, afin d'amplifier les sons diffusés depuis la cabine de commande. 
Par ailleurs, une douzaine d'instruments, comme des marimbas, des cymbales, des tambours, un gong, et même un orgue, sont placés sur la terrasse ouest, et situés sur le porche, reliés à la cabine de commande, ce qui permet de les faire fonctionner grâce aux commandes d'un système informatique utilisant le protocole MIDI. 
Des appels à candidatures sont ouverts aux artistes pour composer des œuvres pour le Métaphone, dans l'objectif de le faire sonner à intervalles réguliers dans la journée, afin d'en faire un « carillon moderne ». Une quinzaine de compositions, réalisées par Alexandre Lévy et Benjamin Collier, ponctuent la journée en étant diffusées de 9 h à 20 h.

La façade principale du Métaphone et une de ses faces latérales.

L'ensemble du bâtiment a été conçu l'agence Hérault Arnod Architectes. Cette salle se veut, à l'image du Louvre-Lens, être un élément phare de la reconversion du bassin minier.
La salle dispose de 500 places assises ou de 1 000 places debout,.

## Construction
Le chantier de construction a nécessité deux ans et demi de travaux.
Le bâtiment du Métaphone est long de 53 mètres. Sa partie la plus large, au niveau de l'auvent mesure 30 mètres, contre 16 mètres pour sa partie la moins large consacrée au backstage. La partie courante est haute de 12 mètres, tandis que l'extrémité de l'auvent atteint la hauteur de 14 mètres. Un volume de béton peint en noir contient la salle de spectacle et ses annexes ; celle-ci est principalement destinée aux musiques actuelles. Un plafond Mégastil suspendu assure le renforcement de l'isolation acoustique de la salle. Quatre poutres reconstituées soudées en console, avec un porte-à-faux de 10 mètres permettent de supporter la verrière et les façades suspendues.
La face sud du Métaphone correspond à son auvent. Sept-cent-douze panneaux composent la sur-façade, dont 311 sur chacune des façades latérales est et ouest, et 90 sur la façade nord. Ces panneaux sont réalisés en divers matériaux : acier Corten, multipli de mélèze, verre clair et verre opale.
La sur-façade est constituée de 712 panneaux : 311 sur chacune des façades. Selon leurs dimensions, ils sont fixés par quatre ou six pattes en acier.

## Inauguration
Le Métaphone a été inauguré le 28 juin 2013, et les festivités se sont poursuivies le 29 et le 30 juin,,.

## Programmation
À la suite de l'inauguration, 35 spectacles sont programmés durant la saison. Des restitutions éducatives et des séminaires s'y déroulent aussi. Plus de 20 000 personnes sont venues au Métaphone en 2019 et plus de 42 000 sur l'ensemble des projets.

## Projets
Les bâtiments classés dit « Les Machines », font l'objet d'une réhabilitation globale afin de permettre des visites individuelles à partir de 2024. Des studios de répétition et un studio d'enregistrement, un plateau de danse, un auditorium et des bureaux ont été inaugurés les 16 et 17 septembre 2016 dans les anciennes « douches » réhabilitées. 
Le 9-9 bis a été dirigé de mars 2012 à septembre 2020 par Olivier Galan, reconduit le 1er avril 2020 pour un mandat de trois ans. 
Olivier Galan accepte un poste pour le développement culturel d'un autre site patrimonial industriel au Maroc courant 2021 et cède sa place au comité de direction en quittant ses fonctions. 
Le comité de direction composé de l'équipe cadre animera l'établissement par intérim jusqu'à la nomination de Virginie Labroche, elle même nommée pour un mandat de 3 ans à compter d'octobre 2022.
Virginie Labroche occupait précédemment le rôle de directrice de la programmation de la scène du Louvre Lens, avant d'arriver au 9-9bis.
La structure juridique est un établissement public de coopération culturelle depuis le 1er janvier 2017. Le projet est animé par une équipe composée de 30 collaborateurs.